# Master Scuba Diver
 (avril 2023).
Si vous disposez d'ouvrages ou d'articles de référence ou si vous connaissez des sites web de qualité traitant du thème abordé ici, merci de compléter l'article en donnant les références utiles à sa vérifiabilité et en les liant à la section « Notes et références ».
Master Scuba Diver est une certification délivrée par l'organisation internationale PADI. C'est le plus haut niveau non professionnel de la plongée-loisir dans le système PADI de formation de plongeurs. 
En France (uniquement), cette certification n'est pas reconnue par le Code du Sport. Pour pratiquer la plongée en exploration, il faut être titulaire d'un brevet (niveau 1, niveau 2, niveau 3, etc.) délivré par la FFESSM, la FSGT, l'ANMP, ou le SNMP[source insuffisante].

## Conditions d'accès

Système de formation PADI.

Pour pouvoir l'obtenir, l'élève doit être en possession d'une licence PADI Rescue Diver, avoir réalisé au minimum 50 plongées, ainsi que de cinq spécialités, dont voici quelques exemples : 
- Altitude Diver (plongeur en altitude) ;
- Boat Diver (plongée depuis bateau) ;
- Cavern Diver (plongée souterraine) ;
- Deep Diver (plongée profonde) ;
- Dry Suit Diver (plongée en vêtements secs) ;
- Night Diver (plongée de nuit) ;
- Underwater Photographer (photographe sous-marin) ;
- Wreck Diver (plongée sur épave) :
- Underwater Naturalist (plongée environnementale) ;
- Drift Diver (plongée à la dérive) ;
- Underwater Navigator (navigateur sous-marin) ;
- PADI National Geographic Diver.